# Gilda Dalla Rizza
Gilda Dalla Rizza, nata Ermenegilda Dalla Rizza (Isola della Scala, 13 ottobre 1892 – Milano, 4 luglio 1975), è stata un soprano italiano.

## Biografia
Debuttò nel 1912 al Teatro Verdi di Bologna come Carlotta in Werther, affermandosi rapidamente nel repertorio verista e divenendo una delle interpreti preferite di Giacomo Puccini, che nel 1917 la scelse come prima esecutrice de La rondine. Interpretò inoltre, nel 1919 a Roma, le prime europee di Suor Angelica e Gianni Schicchi. Sempre nell'ambito del verismo, "creò" i ruoli sopranili de Il piccolo Marat di Pietro Mascagni e di Giulietta e Romeo di Riccardo Zandonai, di cui fu anche rinomata interprete di Francesca da Rimini.
Fu presente nei principali teatri italiani, a partire dalla Scala, dove, tra le altre, ottenne notevole successo ne La traviata diretta da Arturo Toscanini e dove apparve regolarmente fino al 1939. Si esibì anche all'estero, in particolare in Sudamerica: Teatro Colón di Buenos Aires (Manon Lescaut con Aureliano Pertile), Rio de Janeiro, San Paolo, nonché alla Royal Opera House di Londra e all'Opera di Monte Carlo.
L'ultima performance fu nel 1942 a Vicenza in Suor Angelica. Successivamente insegnò al Conservatorio Benedetto Marcello di Venezia fino al 1955.
Nella vecchiaia fu ospite della casa di riposo per musicisti Verdi di Milano, dove scomparve all'età di 82 anni. Ha lasciato numerose incisioni di brani singoli e un'edizione completa di Fedora.

## Repertorio
- Hector Berlioz
  - La dannazione di Faust (Marguerite)
- Arrigo Boito
  - Mefistofele (Margherita)
- Aleksandr Porfir'evič Borodin
  - Il principe Igor' (Jaroslavna)
- Alfredo Catalani
  - La falce (Zohra)
- Gustave Charpentier
  - Louise (Louise)
- Francesco Cilea
  - Adriana Lecouvreur (Adriana Lecouvreur)
- Manuel de Falla
  - La vida breve (Salud)
- Umberto Giordano
  - Andrea Chénier (Maddalena di Coigny)
  - Fedora (Fedora Romazoff)
  - Siberia (Stephana)
- Ruggero Leoncavallo
  - Pagliacci (Nedda)
- Gino Marinuzzi
  - Palla de' Mozzi (Anna Bianca)
- Pietro Mascagni
  - Cavalleria rusticana (Santuzza)
  - Iris (Iris)
  - Isabeau (Isabeau)
  - Parisina (Parisina)
  - Lodoletta (Lodoletta)
  - Il piccolo Marat (Mariella)
- Jules Massenet
  - Manon (Manon Lescaut)
  - Werther (Carlotta)
  - Thaïs (Thaïs)
- Italo Montemezzi
  - L'amore dei tre re (Fiora)
- Ildebrando Pizzetti
  - Debora e Jaele (Jaele)
  - Lo straniero (Maria)
- Giacomo Puccini
  - Manon Lescaut (Manon Lescaut)
  - La bohème (Mimì)
  - Tosca (Floria Tosca)
  - Madama Butterfly (Cio-Cio-San)
  - La fanciulla del West (Minnie)
  - La rondine (Magda de Civry)
  - Il tabarro (Giorgetta)
  - Suor Angelica (Suor Angelica)
  - Gianni Schicchi (Lauretta)
  - Turandot (Liù; Turandot)
- Sergej Vasil'evic Rachmaninov
  - Francesca da Rimini (Francesca)
- Ottorino Respighi
  - Maria Egiziaca (Maria Egiziaca)
- Richard Strauss
  - Il cavaliere della rosa (Octavian)
  - Arabella (Arabella)
- Giuseppe Verdi
  - Luisa Miller (Luisa Miller)
  - La traviata (Violetta Valéry)
  - La forza del destino (Donna Leonora di Vargas)
  - Otello (Desdemona)
  - Falstaff (Mrs. Alice Ford)
- Franco Vittadini
  - Anima allegra (Consuelo)
- Richard Wagner
  - Lohengrin (Elsa di Brabante)
  - I maestri cantori di Norimberga (Eva)
- Riccardo Zandonai
  - Francesca da Rimini (Francesca da Polenta)
  - Giulietta e Romeo (Giulietta Capuleti)